# 해지
계약의 해지(契約의 解止)는 대한민국 민법 상, 계속적 채권관계에서 계약의 효력을 장래에 대하여 소멸케 하는 일방적 행위를 말한다(550조). 해지와 해제가 구별되는 근본적인 차이점은 그 효과에 있다. 즉 계약의 효력을 소급적으로 소멸시키는 해제에 반해, 해지는 오직 장래에 대하여 효력을 발생하므로 해지가 있으면 계약에 기한 법률관계는 해지의 효력이 발생하기 이전에서는 완전히 그 효력을 보유하고 이미 행하여진 급부는 반환당하지 않는다. 그러나 채무자가 채무 내용에 좇은 이행을 하기 전에는 해제를 할 수 있다. 예컨대 근로자가 근로를 제공하기 전에 채무불이행을 이유로 계약을 해소하는 것은 해지가 아니라 해제이다. 해지할 수 있는 권리를 해지권(解止權)이라 하고 해지권은 발생원인에 따라 약정해지권과 법정해지권으로 나눈다(543조 1항).
일본 및 중국의 민법에서는 해지라는 개념이 별도로 존재하지 않는다.

## 약정해지권
약정해지권(約定解止權)이란 당사자간의 특약(特約)에 의한 해지권을 말한다(543조). 임대차에 관하여 636조는 특히 이를 명정(明定)하고 있으나 그러한 규정이 없더라도 일반적으로 계속적 채권관계를 발생시키는 계약에서 해지권을 보류할 수 있다(543조 1항). 또 계약체결 후에 별개의 계약으로 해지권을 보류할 수 있음은 물론이다.
다음은 특약에서 고려할 만한 계약 해지 사유들이다.
1. 감독기관 등으로부터 영업취소, 정지 등의 처분을 받은 경우
2. 파산, 회생절차 신청이 있는 경우
3. 금융기관의 거래정지처분을 받은 경우
4. 영업의 폐지 또는 청산절차에 들어간 경우
5. 제3자에 의한 강제집행(가압류,가처분 포함)을 받거나 경매개시결정, 체납처분을 받은 때
6. 정부의 명령, 법원의 판결 또는 법령상 제한으로 위탁관계 유지가 곤란하게 된 때

## 법정해지권
법정해지권(法定解止權)은 약정해지권과는 달리 법률의 규정에 의해 인정되는 해지권(解止權)을 말하며, 민법은 여러 가지 계약에 관하여 개별적으로 그 발생 원인을 규정하고 있다. 그 대부분은 채무불이행을 이유로 인정되는 것이나, 이 밖에도 신의칙 위반(信義則違反)을 이유로 인정되는 것이 있다(예；625조, 640조, 641조, 658조 1항, 658조 2항, 614조, 637조 1항 등). 상술한 바와 같이 민법은 법정해지권의 발생원인에 관하여 일반적 규정을 두지 않고 개별적 규정을 두고 있으므로 여기에서 그러한 명문의 규정이 없는 경우에는 해지권의 발생을 인정할 수 없느냐가 문제된다. 학설은 대립하고 있으나 적극적으로 해석하여야 할 것이다. 즉 명문의 규정이 없더라도 이행지체·이행불능·불완전이행·채권자지체 및 사전변경의 원칙에 기하여 해지권은 발생할 수 있다고 해석하는 것이 타당하다. 왜냐하면 민법상의 개별규정이 법정해지권을 인정하여야 할 모든 경우를 망라하고 있다고 볼 수 없으며 계속적 채권관계에서의 급부의 계속성으로부터 사전변경의 원칙에 의한 해지권의 발생을 인정하여야 할 필요성이 더욱 강조되기 때문이다.

## 해지권의 행사
해지권은 해제권과 같이 형성권(形成權)이므로 그 행사는 상대방에 대한 일방적 의사표시로 하게 된다(543조 1항). 이 의사표시는 철회하지 못한다(543조 2항). 또 해지권은 불가분성이 있으므로 당사자의 일방 또는 쌍방이 여러 사람인 경우에는 그 행사는 전원으로부터 또는 전원에 대하여 하여야 한다(547조 1항). 이 경우 해지권이 당사자 한 사람에 대하여 소멸한 때에는 다른 당사자에 대하여도 소멸한다(547조 2항).

## 해지의 효과
해지에는 소급효(遡及效)가 없다. 계약을 해지하면 장래에 대하여 계약의 효력이 소멸하므로(550조) 어떤 권리가 소급적으로 소멸하거나 소멸한 권리가 소급적으로 부활하는 일은 없다. 그러나 계약이 해지되면 임차인의 목적물 반환의무와 같은 원상회복의무(청산의무)가 남게 된다(615조, 654조 등). 원상회복의무가 존속하는 동안은 역시 당사자 사이에 채권관계가 일정한 범위에서 존속한다. 주의할 것은 해지 이전에 계속적 채권관계에서 이미 발생한 개개의 채무가 이행되어 있지 않으면 해지로 기본적 채권관계가 소멸하여도 그 채무는 그대로 존속한다. 연체된 차임채무(借賃債務)·이자채무·비용 상환의무 등은 그 예이다. 계약의 존속기간에 관하여 약정이 없는 경우에는 해지권자가 해지를 하더라도 일정한 경우에는 해지기간이 경과함으로써 해지의 효력이 생긴다(603조 2항 본문, 635조, 660조 등). 이것은 해지권자가 상대방을 보호하기 위한 것이므로 신의칙에 반하는 것을 이유로 해지하는 경우에는 이를 인정하지 않는다. 해지권의 행사는 손해배상의 청구에 영향을 미치지 않는다(551조). 그러므로 채무불이행으로 인해서 손해가 발생한 때에는 배상을 청구할 수 있다. 위임계약에서는 채무불이행의 경우가 아니라도 손해배상을 청구할 수 있다(689조 2항). 또 특별한 경우에는 해지권의 행사로 지체책임이 생기는 수도 있다. 즉 소비대차 계약에서 그 반환시기의 약정이 없으면 대주(貸主)는 상당한 기간을 정하여 반환을 최고할 수 있는 바(603조 2항 참조) 이러한 반환의 최고는 해지와 같은 뜻이 있다. 이 최고가 있으면 채무의 변제기는 도래하고 그때부터 이행지체의 책임이 생기게 된다(387조 2항 참조).

## 고용계약의 해지
고용기간의 약정이 없는 때에는 각 당사자는 언제든지 계약해지의 통고를 할 수 있으며 상대방이 그 통고를 받은 날로부터 1월이 경과하면 해지의 효력이 생긴다(660조 1항·2항). 또한 기간으로 보수를 정한 때에는 해지의 효력은 상대방이 해지의 통고를 받은 당기(當期) 후의 1기를 경과함으로써 생긴다(660조 3항).

## 합의해지

### 판례
- 계약의 합의해지는 계속적 채권채무관계에 있어서 당사자가 이미 체결한 계약의 효력을 장래에 향하여 소멸시킬 것을 내용으로 하는 새로운 계약으로서 이를 인정하기 위하여는 계약이 성립하는 경우와 마찬가지로 기존 계약의 효력을 장래에 향하여 소멸시키기로 하는 내용의 청약과 승낙이라는 서로 대립하는 의사표시가 합치될 것을 그 요건으로 하는 것이고, 이러한 합의가 성립하기 위하여는 쌍방 당사자의 표시행위에 나타난 의사의 내용이 서로 객관적으로 일치하여야 하고, 또 계약의 합의해지는 묵시적으로 이루어질 수도 있으나, 이와 같은 묵시적 합의해지는 계약에 따른 채무의 이행이 시작된 후에 당사자 쌍방의 계약실현 의사의 결여 또는 포기로 인하여 계약을 실현하지 아니할 의사가 일치되어야만 한다.[9]
- 합의해지 또는 해지계약이라 함은 해지권의 유무에 불구하고 계약 당사자 쌍방이 합의에 의하여 계속적 계약의 효력을 해지시점 이후부터 장래를 향하여 소멸하게 하는 것을 내용으로 하는 새로운 계약으로서, 그 효력은 그 합의의 내용에 의하여 결정되고 여기에는 해제, 해지에 관한 민법 제548조 제2항의 규정은 적용되지 아니하므로, 당사자 사이에 약정이 없는 이상 합의해지로 인하여 반환할 금전에 그 받은 날로부터의 이자를 가하여야 할 의무가 있는 것은 아니다.[10]

## 같이 보기
- 해제
- 합의해제

## 참고 자료
- 이 문서에는 다음커뮤니케이션(현 카카오)에서 GFDL 또는 CC-SA 라이선스로 배포한 글로벌 세계대백과사전의 내용을 기초로 작성된 글이 포함되어 있습니다.